# Faidh El Botma
Faidh El Botma è un comune dell'Algeria, situato nella provincia di Djelfa.